# Brune de Guingamp
Pour les articles homonymes, voir Brune.
La Brune de Guingamp est une ancienne race de bovins bretons, disparue dans les années 1960. Elle a principalement été étudiée par Laurent Avon.

## Histoire
Il est difficile de caractériser la race de la Brune de Guingamp à cause de la nomenclature, les noms locaux donnés aux bovins élevés historiquement dans le Trégor et le Goëlo restant inconnus. Elle semble ainsi avoir été plus ou moins confondue avec la race Froment du Léon.
En 1898, le concours bovin régional d'Alençon distingue une race bovine de Guingamp parmi les « laitières françaises de petite et de moyenne taille, pures ou croisées », mais l'expression « Brune de Guingamp » n'existe pas dans les sources écrites. François de Beaulieu postule que cette expression ait pu désigner des bovins plus petits et de robe plus foncée que ceux du Léon, mais non-caractérisés par une couleur de robe constante.
Les informations à propos de la Brune de Guingamp proviennent, entre autres, d'un vieil agriculteur de Plouagat, interrogé oralement par Laurent Avon en 1995, et qui en a longuement élevé. Cette race aurait jadis rencontré le succès sur les terres pauvres de la Bretagne intérieure.
Avon date sa disparition aux années 1960, un éleveurs de Boqueho ayant alors, d'après lui, les tout derniers spécimens. D'après l'ingénieur écologue Philippe J. Dubois, cette extinction s'effectue dans une relative indifférence.

## Morphologie et robe
Elle ressemble beaucoup à la Canadienne, dont les ancêtres ont vraisemblablement été exportés de Bretagne au XVIIe siècle. Il est possible que la Brune de Guingamp soit la même race que celle à robe fauve et à cornes en croissant décrite par Paul Dechambre dans la région des Montagnes Noires et de Carhaix.
La morphologie est globalement fine et élancée, avec des membres fins, un fanon peu apparent, des hanches écartées et bien saillantes, et une queue qui n'est pas en forme de crosse. Ses cornes sont longues et fines, sans forme de lyre, plutôt en forme de croissant relevé. Le pis est peu développé.
Elle est réputée meilleure laitière que la Froment du Léon, mais donnant un lait moins riche.

### Robe et pelage
Son pelage est serré et brillant, d'une couleur foncée allant du fauve au marron, jusqu'au noir,. Certaines populations sont entièrement noires de robe. Les muqueuses sont généralement sombres, plus rarement claires, parfois entourées de poils clairs. Les sabots sont noirs.

## Diffusion de l'élevage
Son aire de répartition semble s'être étendue de Lannion à Saint-Brieuc, avec une concentration autour de Guingamp.